# 崇禎紀元
崇禎紀元（すうていきげん）は、朝鮮で使われた紀年法で、明の最後の元号である崇禎による紀元である。崇禎元年（1628年）から数えて「崇禎紀元後（숭정기원후）何年」または「崇禎後（숭정후）何年」と表す。後述の例のように、年数ではなく、干支と回数を使って表すこともある。
李氏朝鮮では、建国以来明から冊封され、明の元号を使っていたが、清の侵攻を受けて1637年に降伏し（三田渡の盟約）、明に代わって清から冊封を受けることになり、公式的には明の元号は使えないことになった。さらに1644年には明自体が滅び、清が明に代わって中国を支配する事となった。しかし李氏朝鮮では尊明排清の意識が強く、清を野蛮人扱いして侮蔑し、朝鮮こそが明が滅んだ後の中華の伝統を受け継いでいるのだとする小中華思想を持つようになった。そのため崇禎紀元という紀年法を作ったのである。

## 例
- 崇禎紀元後八十三年＝1710年[3]
- 崇禎甲申後六十五年＝1710年（崇禎17年後の65年）[4]
- 崇禎後再癸丑＝1733年（2回目の癸丑の年）[5]
- 崇禎後百三十八年＝1765年[6]
- 崇禎紀元後四乙丑＝1865年（4回目の乙丑の年）[7]